# Youssef al-Issa
Youssef Hanna al-Issa (geboren zwischen 1870 und 1874; gestorben 1948) war ein Journalist und Mitherausgeber und Chefredakteur der arabischen Zeitung Filastin (dt. Palästina) in der Stadt Jaffa in Palästina. Später arbeitete er als Zeitungsherausgeber in Damaskus.

## Leben
Youssef al-Issa entstammte einer griechisch-orthodoxen Kaufmannsfamilie in der Hafenstadt Jaffa. Nach dem Studium wurde er Angestellter der Jaffa–Jerusalem Bahngesellschaft. 1906 war er kurzzeitig Mitglied der Barkai-Freimaurerloge, danach schloss er sich 1907 dem Komitee für Einheit und Fortschritt an, das in der Anfangszeit viele Erwartungen weckte. Er schrieb für Al-Taraki (dt. Der Fortschritt). Gemeinsam mit Khalil as-Sakakini, Issaf al-Naschaschibi und anderen Jerusalemer Intellektuellen hatte sein Bruder Hanna Abdallah al-Issa († 1909) bereits 1908 die Zeitschrift Al-Asmai (dt. Die Unerschrockene) gegründet. Die Jungtürkische Revolution brachte die Aufhebung der Pressezensur im Osmanischen Reich, was zu zahlreichen Zeitungsgründungen führte.
Erstmals um 1860 und verstärkt seit Ende des 19. Jahrhunderts und erneut um 1908 begannen sich griechisch-orthodoxe Gläubige in Palästina aus der Vormundschaft der griechischen Mutterkirche zu lösen. Youssef al-Issa setzte sich mit großem Engagement für diese sogenannte Nahda der Orthodoxie (Al-Nahda al-Urthuduksiyya) ein. Persönlich vertrat al-Issa ein laizistisches Weltbild. Entsprechend trat er für eine Staatsform ein, die Staat und Religion konsequent trennte. Als Bürger des Gemeinwesens waren für ihn Juden, Christen und Muslime als gleichwertig anzusehen.
1911 gründete Youssef al-Issa zusammen mit seinem Cousin Issa Dawud al-Issa, der als Eigentümer fungierte, die zwei Mal wöchentlich (Mittwoch und Samstag) erscheinende Filastin. Von Januar 1911 bis Oktober 1914 erschienen 367 Nummern dieser Zeitung (einige Nummern sind verschollen). Sie hatte vier Seiten, 1914 wurde sie auf sechs Seiten vergrößert. Thematischer Schwerpunkt waren die Ereignisse im Mutesarriflik Jerusalem, darüber hinaus interessierten sich die Redaktoren für die arabische, osmanische und internationale Politik. Dafür verfügte Filastin über ein Netzwerk von Korrespondenten. Auch der Nahda der Orthodoxie widmete die Zeitung zahlreiche Artikel. Die Zeitung befasste sich auch kritisch mit dem Fortschritt der Reformen. Wichtige Themen waren die italienische Invasion in Libyen, die Balkankriege und der aufkommende Zionismus. In den Landverkäufen an europäische Unternehmer sah er eine die arabische Selbstbestimmung untergrabende Fortführung der osmanischen Kapitulationen. Den Zionismus bewerteten die al-Issa zunächst zurückhaltend positiv, diese Haltung veränderten sie jedoch hin zu einer kritischen Beurteilung, als sich ab 1912 abzuzeichnen begann, dass dieser sich zum Nachteil der Araber auswirkte. 1912 schrieb er auch mehrere Artikel für die kurzlebige Satirezeitschrift Abou Schadouf von Wahba Tamari.
1914 musste die Zeitung durch äußeren Druck ihr Erscheinen einstellen und konnte erst ab März 1921 unter dem britischen Mandat wieder erscheinen. Während des Ersten Weltkriegs an der Palästinafront wurde er 1918, wie tausende andere Christen, Muslime und Juden, von der Osmanischen Armee nach Anatolien deportiert bzw. evakuiert. Nach dem Ende des Osmanischen Reiches ließ er sich in Damaskus nieder, als sich das Land 1920 als Königreich Syrien eine sehr vergängliche Unabhängigkeit errang. Dort gab er bis zu seinem Tod die panarabische Zeitung Alif Ba heraus.